# Stamnos

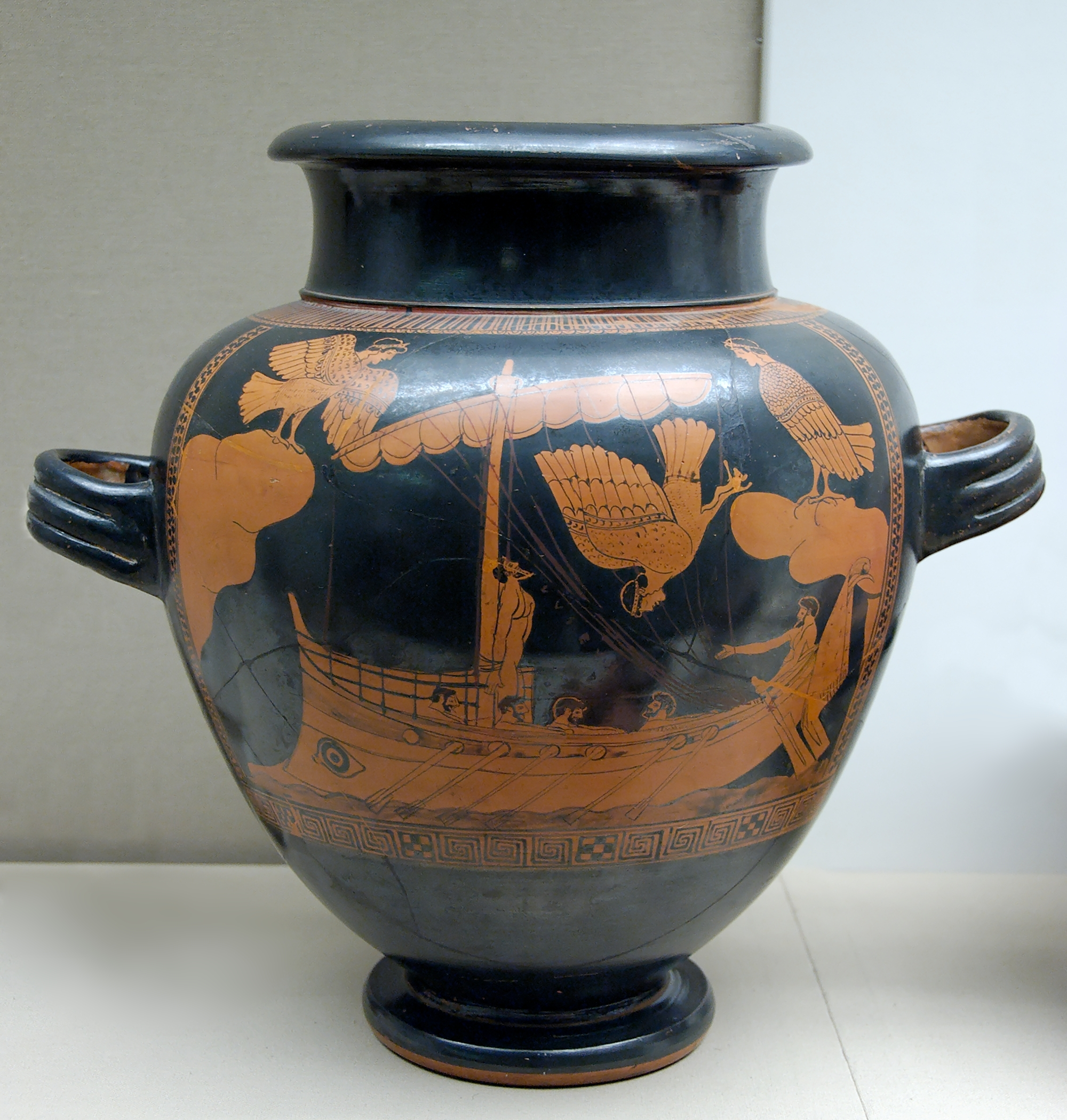
Attický červenofigurový stamnos s Odysseem a Sirénami - Athény, 480 - 470 př. n. l.

Stamnos (řecky στάμνος, σταμνίον, plurál: stamnoi) je širší starověká řecká nádoba baňatého nebo kulovitého tvaru s krátkým širokým krkem a dvěma malými vodorovnými uchy. Tvar se vyskytuje po dobu 5. století př. n. l., přičemž se postupně zeštíhluje. Sloužil především k uskladňovacím účelům, a to jak pro tekutiny, tak pro ovoce nebo pokrmy.